# Senefelderstraße 45A–C

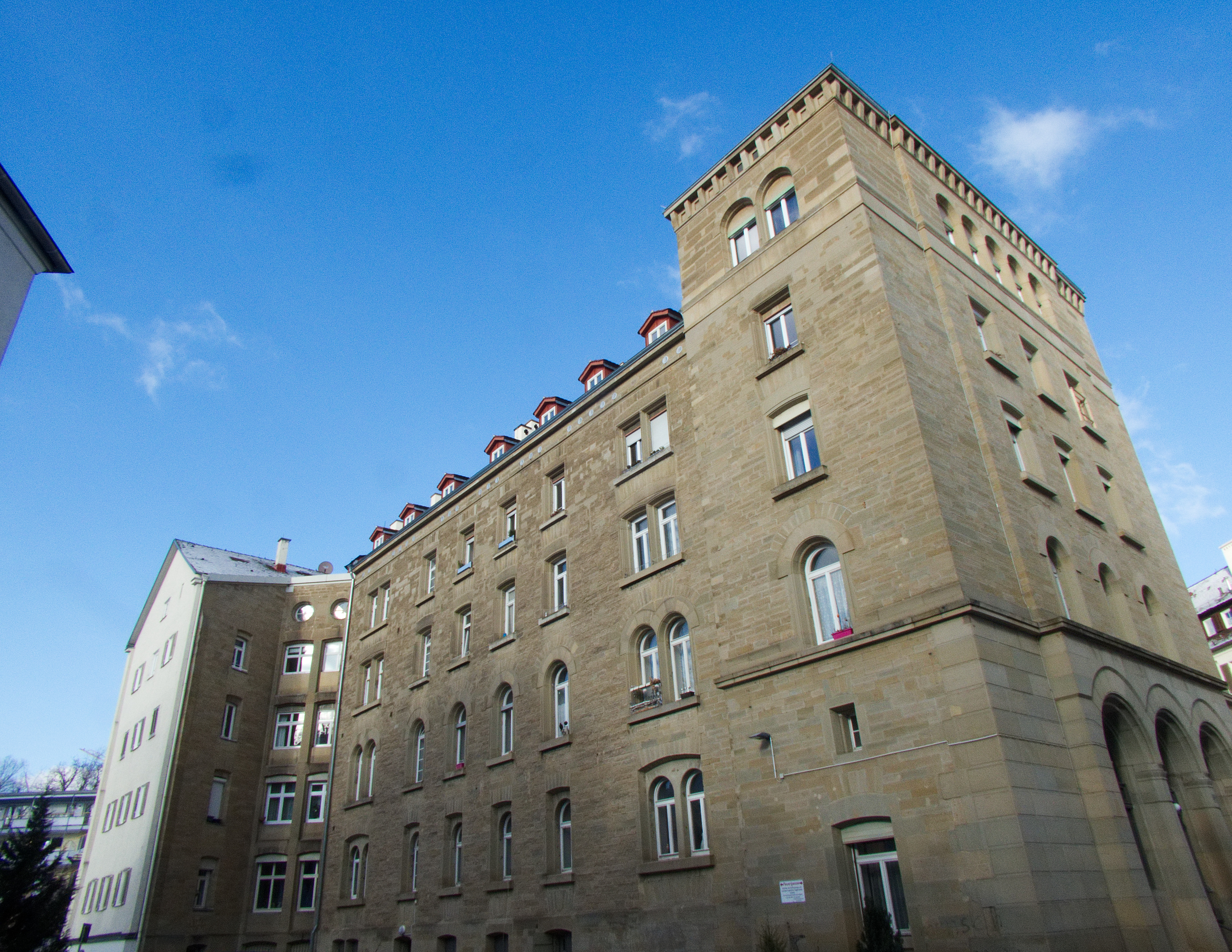
Haus Senefelderstraße 45A–C.

Das Haus Senefelderstraße 45A–C in Stuttgart ist ein Mehrfamilienhaus mit Eigentumswohnungen im Stuttgarter Westen, das 1846 bis 1850 von dem Architekten Theodor von Landauer erbaut und bis 1901 als Zuchthaus („Pönitentiarhaus“) benutzt wurde.

## Gebäude
Das Gebäude wurde in einem schlichten klassizistischen Stil mit unverputzten Sandsteinfassaden errichtet. Die vier Flügel des kreuzförmig geplanten Gebäudekomplexes sollten sich um einen Mittelbau gruppieren, an den sie über dreieckige Pufferbauten angeschlossen wurden. Realisiert wurden außer dem Mittelbau die Flügel im Osten und Westen sowie zwei kurze Anbauten im Norden und Süden. Der Westflügel und die beiden Anbauten wurden nach dem Umzug der Häftlinge in das Zuchthaus in Ludwigsburg 1902 abgerissen, so dass das Gebäude mit dem Mittelbau und den Pufferbauten abschließt. Dem Ostflügel vorgesetzt ist ein querstehender Stirnbau mit drei hohen Rundbogentüren.
Der Mittelbau und der verbliebene Ostflügel sind fünf Stockwerke hoch, der Stirnbau ist ein Stockwerk höher. Mittel- und Flügelbau werden durch Satteldächer bekrönt, der Stirnbau endet in einem Walmdach. Die Satteldächer der Pufferbauten schließen giebelständig ab. Die teilweise gekuppelten Fenster sind etagenweise als Rundbogenfenster und als Rechteck- oder Segmentbogenfenster ausgebildet.
| - Haus Senefelderstraße 45A–C, Schemagrundriss, 2017. - Haus Senefelderstraße 45A–C, Stadtplanausschnitt, 1871. | - Heilbronner Zellengefängnis, Grundriss, 1887. |

## Zuchthaus

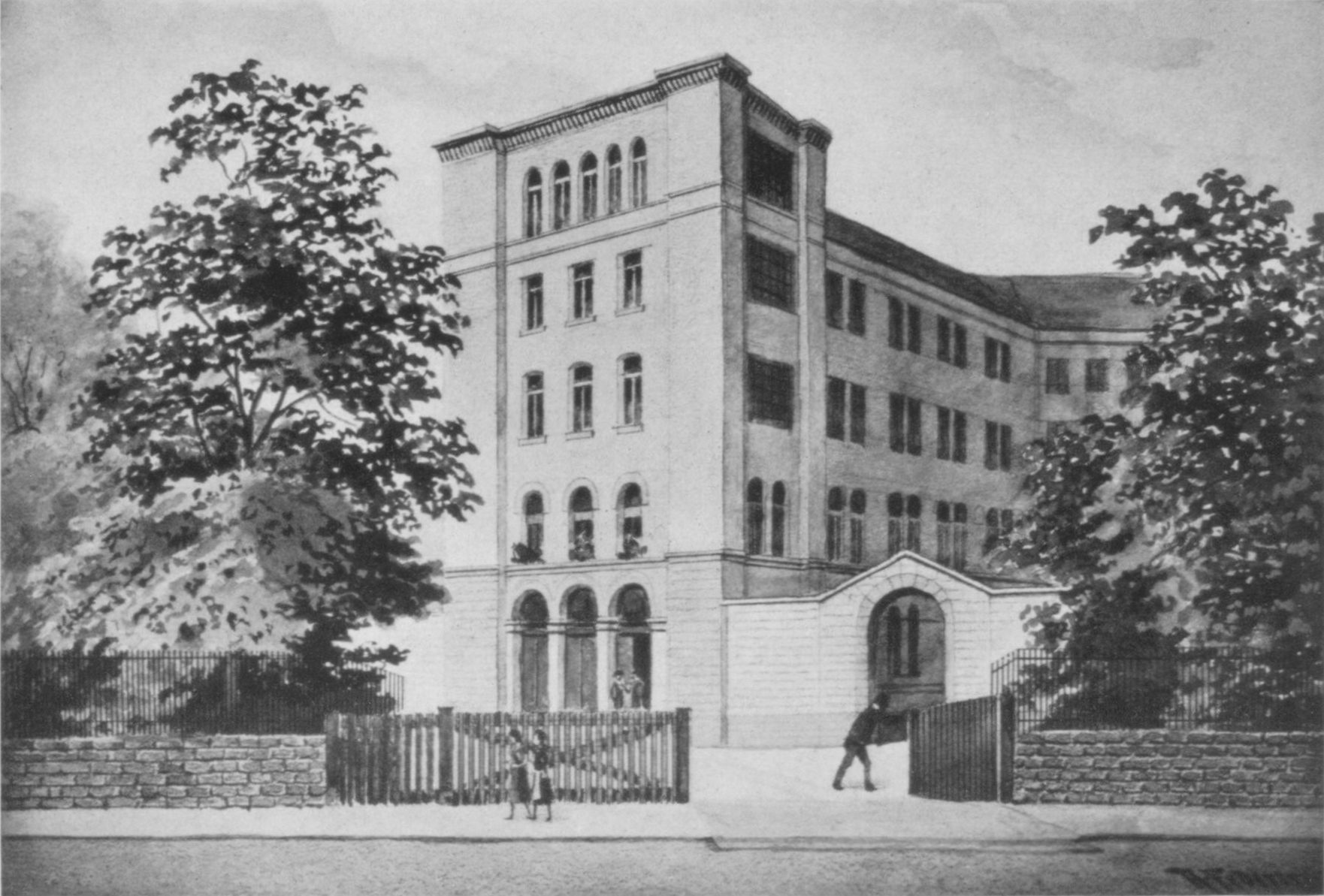
Aquarell des Pönitentiarhauses von August Federer, 1850.

Das unter Denkmalschutz stehende Haus Senefelderstraße 45 A–C in Stuttgart liegt im Innenhof der Häuser zwischen Senefelderstraße, Ludwigstraße und Hasenbergstraße. Das heutige Mehrfamilienhaus war ursprünglich als Pönitentiarhaus, das heißt als Zuchthaus geplant. Die vier Flügel des Baus sollten im Grundriss ein griechisches Kreuz bilden und von einem achteckigen Mittelbau ausstrahlen. Diese zeitgenössisch übliche Bauweise für Gefängnisse bot den Vorteil, dass das Aufsichtspersonal vom Mittelbau aus die Gefangenen in den Flügelbauten zentral überwachen konnte. Ein Beispiel für ein fertiggestelltes Gefängnis dieser Bauart ist das Heilbronner Zellengefängnis, das Theodor von Landauer 1873 erbaute.
Das Stuttgarter Pönitentiarhaus wurde zwischen 1846 und 1850 nach den Plänen von Theodor von Landauer errichtet. Da Uneinigkeit über das Strafvollzugssystem und das damit zusammenhängende Belegungssystem herrschte, wurden nur der Mittelbau und der Ostflügel mit dem Verwaltungstrakt und der Westflügel mit dem Zellentrakt gebaut. Das Haus lag zur Zeit seiner Erbauung noch außerhalb der Stadt, nach der Erweiterung der Stadt in den Westen lag es mitten im Wohngebiet.

## Nachnutzung
Auf Grund der chronischen Überbelegung der Anstalt wurden die Häftlinge 1901 in das zudem kostengünstigere Zuchthaus in Ludwigsburg verlegt. Die Anlage beherbergte ab 1903 die Lehr- und Versuchswerkstätte der Königlichen Kunstgewerbeschule, die 1913 in den Neubau Am Weißenhof 1 umzog, und von 1904 bis 1915 die Buchdruckerfachschule, ab 1915 auch das Württembergische Schulmuseum. Im Ersten Weltkrieg wurden in dem Gebäude französische Kriegsgefangene untergebracht.  Nach dem Krieg wurden in dem Gebäude 40 Notwohnungen eingerichtet, 1927 wurde es zu einem Mietshaus mit 20–30 Wohnungen umgebaut. Anfang der 1980er-Jahre wurden die Wohnungen in Eigentumswohnungen umgewandelt. 2009 geriet der Dachstuhl des Hauses in Brand. Es kam keiner der 28 Bewohner zu Schaden, die Kosten des Wiederaufbaus beliefen sich auf über eine Million Euro.